# Pemphredon enslini
Pemphredon enslini är en stekelart som först beskrevs av Wagner 1932.  Pemphredon enslini ingår i släktet Pemphredon, och familjen Crabronidae. Arten har ej påträffats i Sverige.